# Presidente de Corea del Sur
El presidente de la República de Corea (en hangul, 대한민국 대통령; romanización revisada, Daehanmin-guk daetongnyeong), también conocido como presidente de Corea del Sur (en hangul, 대통령), es el jefe de Estado y jefe de Gobierno de la República de Corea. El presidente dirige el Consejo de Estado y es el jefe del poder ejecutivo del gobierno nacional, así como el comandante en jefe de las Fuerzas Armadas de la República de Corea.
La Constitución y la modificada Ley de Elecciones Presidenciales de 1987 prevén la elección del presidente por sufragio directo y secreto, poniendo fin a dieciséis años de elecciones presidenciales indirectas bajo los dos gobiernos autoritarios precedentes. El presidente es elegido directamente para un mandato de cinco años, sin posibilidad de reelección. Si se produce una vacante presidencial, debe elegirse un sucesor en el plazo de sesenta días, durante los cuales las funciones presidenciales deben ser desempeñadas por el primer ministro u otros altos cargos del gabinete en el orden de prioridad que determine la ley. El presidente está exento de responsabilidad penal (salvo por insurrección o traición).
El actual presidente, Lee Jae-myung, miembro del Partido Demócrata de Corea, asumió el cargo el 4 de junio de 2025.

## Hístoria
Antes del establecimiento de la Primera República en 1948, el Gobierno Provisional de la República de Corea se estableció en Shanghái en septiembre de 1919 como continuación de varios gobiernos proclamados a raíz del movimiento del primero de marzo, que ese mismo año coordinó la resistencia contra el dominio japonés. La legitimidad del Gobierno Provisional ha sido reconocida y sucedida por Corea del Sur en la Constitución original de 1948 y en la actual de 1988.
Desde 1988, el mandato presidencial es de cinco años. Anteriormente fue de cuatro años de 1948 a 1972, de seis años de 1972 a 1981 y de siete años de 1981 a 1988. Desde 1981, el presidente no puede ser reelegido.

## Poderes y obligaciones del  presidente
El capítulo 3 de la Constitución surcoreana establece los deberes y poderes del presidente. El presidente debe:
- Defender la Constitución.
- Preservar la seguridad y la patria de Corea del Sur.
- Trabajar por la reunificación pacífica de Corea, ejerciendo normalmente como presidente del Consejo Nacional de la Unificación.

Además, el presidente recibe los siguientes poderes:
- Presidir el poder ejecutivo.
- Ser comandante en jefe del ejército surcoreano.
- Declarar la guerra.
- Convocar referendos sobre asuntos de importancia nacional.
- Dictar órdenes ejecutivas.
- Conceder medallas en honor del servicio prestado a la nación.
- Conceder indultos.
- Declarar el estado de emergencia, suspendiendo todas las leyes o decretando la ley marcial.
- Vetar proyectos de ley (sujeto a la anulación del veto por mayoría de dos tercios de la Asamblea Nacional).[5]

Si la Asamblea Nacional vota en contra de una decisión presidencial, se declarará nula inmediatamente.
El presidente puede someter a referéndum nacional asuntos poluticos importantes, declarar la guerra, concluir tratados de paz y de otro tipo, nombrar altos cargos públicos y conceder amnistías (con el consentimiento de la Asamblea Nacional). En tiempos de grave agitación o amenaza interna o externa, o de crisis económica o financiera, el presidente puede asumir poderes de emergencia “para el mantenimiento de la seguridad nacional o la paz y el orden públicos”. Las medidas de emergencia sólo pueden adoptarse cuando la Asamblea Nacional no esté reunida y no haya tiempo para que se reúna. Las medidas se limitan al “mínimo necesario”.
La Constitución de 1987 eliminó las disposiciones explícitas de la Constitución de 1980 que facultaban al gobierno a suspender temporalmente las libertades y derechos de la población. Sin embargo, se permite al presidente tomar otras medidas que podrían modificar o abolir leyes existentes mientras dure una crisis. No está claro si tales medidas de emergencia podrían suspender temporalmente partes de la propia Constitución. Las medidas de emergencia deben remitirse a la Asamblea Nacional para su aprobación. Si no son aprobadas por la asamblea, las medidas de emergencia pueden ser revocadas; cualquier ley que hubiera sido anulada por orden presidencial recupera su efecto original. En este sentido, el poder del legislativo se afirma con más vigor que en los casos de ratificación de tratados o declaraciones de guerra, en los que la Constitución simplemente establece que la Asamblea Nacional “tiene derecho a dar su consentimiento” a las medidas del presidente. A diferencia de la Constitución de 1980, la de 1987 establece que el presidente no puede disolver la Asamblea Nacional.

## Elección
Las normas de la elección presidencial están definidas por la Constitución de Corea del Sur y la Ley de Elección de Funcionarios Públicos. El presidente es elegido por sufragio popular directo y mediante el sistema de mayoría relativa (first-past-the-post).

### Últimas elecciones
|  | 49.42 % |

|  | 41.15 % |

|  | 8.34 % |

|  | 0.98 % |

|  | 0.10 % |

|  | 99.27 % |

|  | 0.73 % |

|  | 100 % |

|  | 79.38 % |

### Por regiones

#### Principales candidatos
Desglose de votos por región para los candidatos con al menos el 1% del total de votos.
| Distrito              | Lee Jae-Myung | Lee Jae-Myung | Kim Moon-soo | Kim Moon-soo | Lee Jun-seok | Lee Jun-seok | Otros  | Otros  | Total/Participación | Total/Participación |       |   |       |   |
| Distrito              | Votos         | %             | Votos        | %            | Votos        | %            | Otros  | Otros  | Total/Participación | Total/Participación | Votos | % | Votos | % |
| --------------------- | ------------- | ------------- | ------------ | ------------ | ------------ | ------------ | ------ | ------ | ------------------- | ------------------- | ----- | - | ----- | - |
| Distrito              | Busan         | 895 213       | 40,14        | 1 146 238    | 51,39        | 168 473      | 7,55   | 20 288 | 0,92                | 2 230 212           | 78,37 |   |       |   |
| Chungcheong del Norte | 501 990       | 47,47         | 457 065      | 43,22        | 86 984       | 8,22         | 11 397 | 1,09   | 1 057 436           | 77,26               |       |   |       |   |
| Chungcheong del Sur   | 661 316       | 47,68         | 600 108      | 43,26        | 111 092      | 8,00         | 14 412 | 1,06   | 1 386 928           | 75,98               |       |   |       |   |
| Daegu                 | 379 130       | 23,22         | 1 103 913    | 67,62        | 135 376      | 8,29         | 13 893 | 0,87   | 1 632 312           | 80,18               |       |   |       |   |
| Daejeon               | 470 321       | 48,50         | 393 549      | 40,58        | 94 724       | 9,76         | 11 014 | 1,16   | 969 608             | 78,72               |       |   |       |   |
| Gangwon               | 449 161       | 43,95         | 483 360      | 47,30        | 78 704       | 7,70         | 10 559 | 1,05   | 1 021 784           | 77,57               |       |   |       |   |
| Gwangju               | 844 682       | 84,77         | 79 937       | 8,02         | 62 104       | 6,23         | 9 701  | 0,98   | 996 424             | 83,90               |       |   |       |   |
| Gyeonggi              | 4 821 148     | 52,20         | 3 504 620    | 37,95        | 816 435      | 8,84         | 92 430 | 1,01   | 9 234 633           | 79,36               |       |   |       |   |
| Gyeongsang del Norte  | 442 683       | 25,52         | 1 159 594    | 66,87        | 116 094      | 6,69         | 15 672 | 0,92   | 1 734 043           | 78,94               |       |   |       |   |
| Gyeongsang del Sur    | 851 733       | 39,40         | 1 123 843    | 51,99        | 161 579      | 7,47         | 24 487 | 1,14   | 2 161 642           | 78,53               |       |   |       |   |
| Incheon               | 1 044 295     | 51,67         | 776 952      | 38,44        | 176 739      | 8,74         | 22 841 | 1,15   | 2 020 827           | 77,70               |       |   |       |   |
| Jeju                  | 228 729       | 54,76         | 145 290      | 34,78        | 36 909       | 8,83         | 6 719  | 1,63   | 417 647             | 74,58               |       |   |       |   |
| Jeolla del Norte      | 1 023 272     | 82,65         | 134 996      | 10,90        | 67 961       | 5,48         | 11 780 | 0,97   | 1 238 009           | 82,47               |       |   |       |   |
| Jeolla del Sur        | 1 111 941     | 85,87         | 110 624      | 8,54         | 60 822       | 4,69         | 11 456 | 0,90   | 1 294 843           | 83,58               |       |   |       |   |
| Sejong                | 140 620       | 55,62         | 83 965       | 33,21        | 25 004       | 9,89         | 3 196  | 1,28   | 252 785             | 82,94               |       |   |       |   |
| Seúl                  | 3 105 459     | 47,13         | 2 738 405    | 41,55        | 655 346      | 9,94         | 89 898 | 1,38   | 6 589 108           | 80,08               |       |   |       |   |
| Ulsan                 | 315 820       | 42,54         | 353 180      | 47,57        | 63 177       | 8,51         | 10 198 | 1,38   | 742 375             | 80,04               |       |   |       |   |

## Órganos constitucionales relacionados
El presidente está asistido por el personal de la Secretaría Presidencial, dirigida por un secretario general con rango de ministro. Aparte del Consejo de Estado, o gabinete, el jefe del Ejecutivo se apoya en varios órganos constitucionales.
Estos órganos constitucionales incluían el Consejo de Seguridad Nacional, que asesoraba sobre la política exterior, militar e interior relacionadas con la seguridad nacional. Dirigido por el presidente, en 1990 el Consejo tenía como miembros estatutarios al primer ministro, al vice primer ministro, a los ministros de Asuntos Exteriores, Interior, Finanzas y Defensa Nacional, al director de la Agencia para la Planificación de la Seguridad Nacional (ASNP), conocida como Agencia Central de Inteligencia Coreana (Korean Central Intelligence Agency, KCIA) hasta diciembre de 1980, y a otros designados por el presidente. Otro órgano importante es el Consejo Nacional de la Unificación, inaugurado en junio de 1981 bajo el mandato del presidente. Desde su creación, este órgano no desempeñó ninguna función política, sino que más bien parecía servir como caja de resonancia del gobierno y como medio para desembolsar recompensas políticas proporcionando a un gran número de dignatarios y otras personas títulos y oportunidades para reunirse periódicamente con el presidente y otros altos funcionarios.
El presidente también contó en 1990 con la ayuda de la Junta de Auditoría e Inspección. Además de auditar las cuentas de todas las instituciones públicas, la Junta examinaba la actuación administrativa de los organismos gubernamentales y los funcionarios públicos. Sus conclusiones se comunicaban al presidente y a la Asamblea Nacional, que a su vez tenía amplios poderes para inspeccionar el trabajo de la burocracia en virtud de lo dispuesto en la Constitución. Los miembros de la junta eran nombrados por el presidente.
Un órgano constitucional controvertido fue el Consejo Asesor de Ancianos Estadistas, que sustituyó a un órgano más pequeño en febrero de 1988, justo antes de que Roh Tae Woo se juramentara como presidente. Este órgano debía estar presidido por el expresidente inmediato; su ampliación a ochenta miembros, sus funciones ampliadas y su elevación al rango de gabinete hicieron que pareciera diseñado, como dijo un periódico de Seúl, para “preservar el estatus y la posición de un determinado individuo”. El gobierno anunció planes para reducir el tamaño y las funciones de este órgano inmediatamente después de la toma de posesión de Roh. Las sospechas públicas de que el consejo podría proporcionar al expresidente Chun una base de poder dentro de la Sexta República quedaron desvanecidas cuando Chun se retiró a un templo budista aislado en un exilio autoimpuesto en noviembre de 1988.

## Destitución
El procedimiento de destitución se establece en la 10ª Constitución de Corea del Sur de 1987. Según el artículo 65, cláusula 1, si el presidente, el primer ministro u otros miembros del Consejo de Estado violan la Constitución u otras leyes del deber oficial, la Asamblea Nacional puede someterlos a juicio político.
La cláusula 2 establece que el proyecto de ley de destitución debe ser propuesto por un tercio y votado por la mayoría de los miembros de la Asamblea Nacional para su aprobación. En el caso del presidente, la moción debe ser propuesta por una mayoría y aprobada por dos tercios o más del total de miembros de la Asamblea Nacional, lo que significa que 200 de los 300 miembros del parlamento deben aprobar el proyecto. Este artículo también establece que cualquier persona contra la que se haya aprobado una moción de destitución quedará suspendida en el ejercicio del poder hasta que se haya resuelto la destitución y la decisión sobre la destitución no podrá ir más allá de la un cargo público. Sin embargo, el juicio político no eximirá a la persona enjuiciada de responsabilidad civil o penal por tales violaciones.
Según la Ley del Tribunal Constitucional, éste debe tomar una decisión definitiva en el plazo de 180 días desde que recibe cualquier caso para su resolución, incluidos los casos de destitución. Si el demandado ya ha dejado el cargo antes de que se pronuncie la decisión, el caso es desestimado.
Cuatro presidentes han sido destituidos desde la creación de la República de Corea en 1948. Roh Moo-hyun fue destituido por la Asamblea Nacional en 2004, pero el Tribunal Constitucional anuló la destitución. Park Geun-hye fue destituida por la Asamblea Nacional en 2016,  la destitución fue confirmada por el Tribunal Constitucional el 10 de marzo de 2017.El 14 de diciembre de 2024, ocurrió un segundo proceso de destitución del Presidente Yoon suk-yeol por su declaración de la controvertida Ley Marcial (tras que el primer intento haya sido rechazado).  De manera interina, el para ese entonces primer ministro Han Duck-soo asumiría el cargo de presidente, hasta su posterior destitución por el parlamento el 27 de diciembre del mismo año.

## Remuneración y privilegios del cargo
A partir de 2021, el presidente recibe un salario de ₩ 240 648 000, además de una cuenta de gastos no revelada para cubrir viajes, bienes y servicios durante su mandato.
Adicionalmente, la presidencia de la república mantiene el Chongri Gonggwan (Residencia oficial del primer ministro) y la Oficina del primer ministro en Seúl. El Chongri Gonggwan es la residencia oficial del primer ministro y su lugar de trabajo oficial. El primer ministro puede utilizar todas las demás oficinas y residencias oficiales del Gobierno.
El presidente también tiene muchas oficinas regionales, especialmente en las principales ciudades, preparadas para recibirle en cualquier momento. Aunque no son residencias, son propiedad del Gobierno Nacional y se utilizan cuando el presidente se encuentra en la región o ciudad.
Para los desplazamientos por tierra, el presidente utiliza un todoterreno Hyundai Nexo altamente modificado que sirve como vehículo presidencial de Estado. Para los desplazamientos por aire, el presidente utiliza un avión altamente modificado que es una versión militar del Boeing 747-400 con el indicativo de llamada Código Uno y un helicóptero altamente modificado que es una versión militar del Sikorsky S-92 que sirve como helicóptero presidencial.

## Postpresidencia
Todos los expresidentes reciben una pensión vitalicia y protección del Servicio de Seguridad Presidencial. A diferencia del primer ministro, un expresidente no puede renunciar a la protección del Servicio de Seguridad Presidencial. En los últimos años, los presidentes surcoreanos tienden a tener postpresidencias controvertidas; cuatro de los últimos seis han pasado tiempo en prisión.
Los presidentes destituidos son despojados de sus beneficios posteriores a la presidencia, como pensión, servicios médicos gratuitos, financiación estatal para oficinas después de su jubilación, asistentes personales y chófer, y derecho a ser enterrados en el Cementerio nacional de Seúl tras su muerte. Sin embargo, estas personas siguen teniendo derecho a mantener la protección de la Ley de Seguridad Presidencial.

## Orden de sucesión
El artículo 71 de la Constitución de Corea del Sur establece: “En caso de que el presidente no pueda desempeñar las funciones de su cargo, el primer ministro y los ministros en línea con el orden de sucesión serán el presidente interino.” El artículo 68 de la Constitución obliga al presidente interino a convocar nuevas elecciones en un plazo de 60 días.
Según el artículo 12, apartado 2 y el artículo 22, apartado 1 de la Ley Orgánica del Gobierno, el orden de sucesión es el siguiente:
| N.º | Oficio                                                  | Titular       | Partido | Partido       |
| --- | ------------------------------------------------------- | ------------- | ------- | ------------- |
|     | Presidente                                              | Han Duck-soo  |         | Independiente |
|     |                                                         |               |         |               |
| 1   | Primer ministro                                         | Han Duck-soo  |         | Independiente |
| 2   | Vice primer ministro y ministro de Economía y Finanzas  | Choi Sang-mok |         | Independiente |
| 3   | Vice primer ministro y ministro de Educación            | Lee Ju-ho     |         | Independiente |
| 4   | Ministro de Ciencia y TIC                               | Lee Jong-ho   |         | Independiente |
| 5   | Ministro de Relaciones Exteriores                       | Cho Tae-yul   |         | Independiente |
| 6   | Ministro de Unificación                                 | Kim Yung-ho   |         | Independiente |
| 7   | Ministro de Justicia                                    | vacante       |         | Independiente |
| 8   | Ministro de Defensa Nacional                            | Shin Won-sik  |         | Poder Popular |
| 9   | Ministro de Interior y Seguridad                        | Lee Sang-min  |         | Independiente |
| 10  | Ministro de Asuntos Patriotas y Veteranos               | Kang Jung-ai  |         | Independiente |
| 11  | Ministro de Cultura, Deporte y Turismo                  | Yu In-chon    |         | Independiente |
| 12  | Ministro de Agricultura, Alimentación y Asuntos Rurales | Song Mi-ryung |         | Independiente |
| 13  | Ministro de Comercio, Industria y Energía               | Ahn Duk-geun  |         | Independiente |
| 14  | Ministro de Salud y Bienestar                           | Cho Kyoo-hong |         | Independiente |
| 15  | Ministro de Medio Ambiente                              | Han Wha-jin   |         | Independiente |
| 16  | Ministro de Empleo y Trabajo                            | Lee Jeong-sik |         | Independiente |
| 17  | Ministra de Igualdad de Género y Familia                | Kim Hyun-sook |         | Independiente |
| 18  | Ministro de Territorio, Infraestructuras y Transportes  | Park San-woo  |         | Independiente |
| 19  | Ministro de Océanos y Pesca                             | Kan Do-hyung  |         | Independiente |
| 20  | Ministro de Pymes y Startups                            | Oh Young-ju   |         | Independiente |

## Cronología de los presidentes
| Ideología | Ideología   | # | Años              | Nombres |
| --------- | ----------- | - | ----------------- | --- |
|           | Conservador | 9 | 54 años, 59 días  | Rhee Syng-man, Park Chung Hee, Choi Kyu-hah, Chun Doo-hwan, Roh Tae-woo, Kim Young-sam, Lee Myung-bak, Park Geun-hye, Yoon Suk Yeol |
|           | Liberal     | 5 | 16 años, 225 días | Yun Posun, Kim Dae-jung, Roh Moo-hyun, Moon Jae-in, Lee Jae-myung                                                                   |